# Epimanikia
Epimanikia (z řeckého ἐπιμανίκια, rusky по́ручи - poruči, nebo нарука́вники – narukávniki) česky rukávce, součást bohoslužebného oblečení duchovních v pravoslavné církvi, určené pro stahování rukávů sticháře u diákonů a podřízníku u duchovních a biskupů.

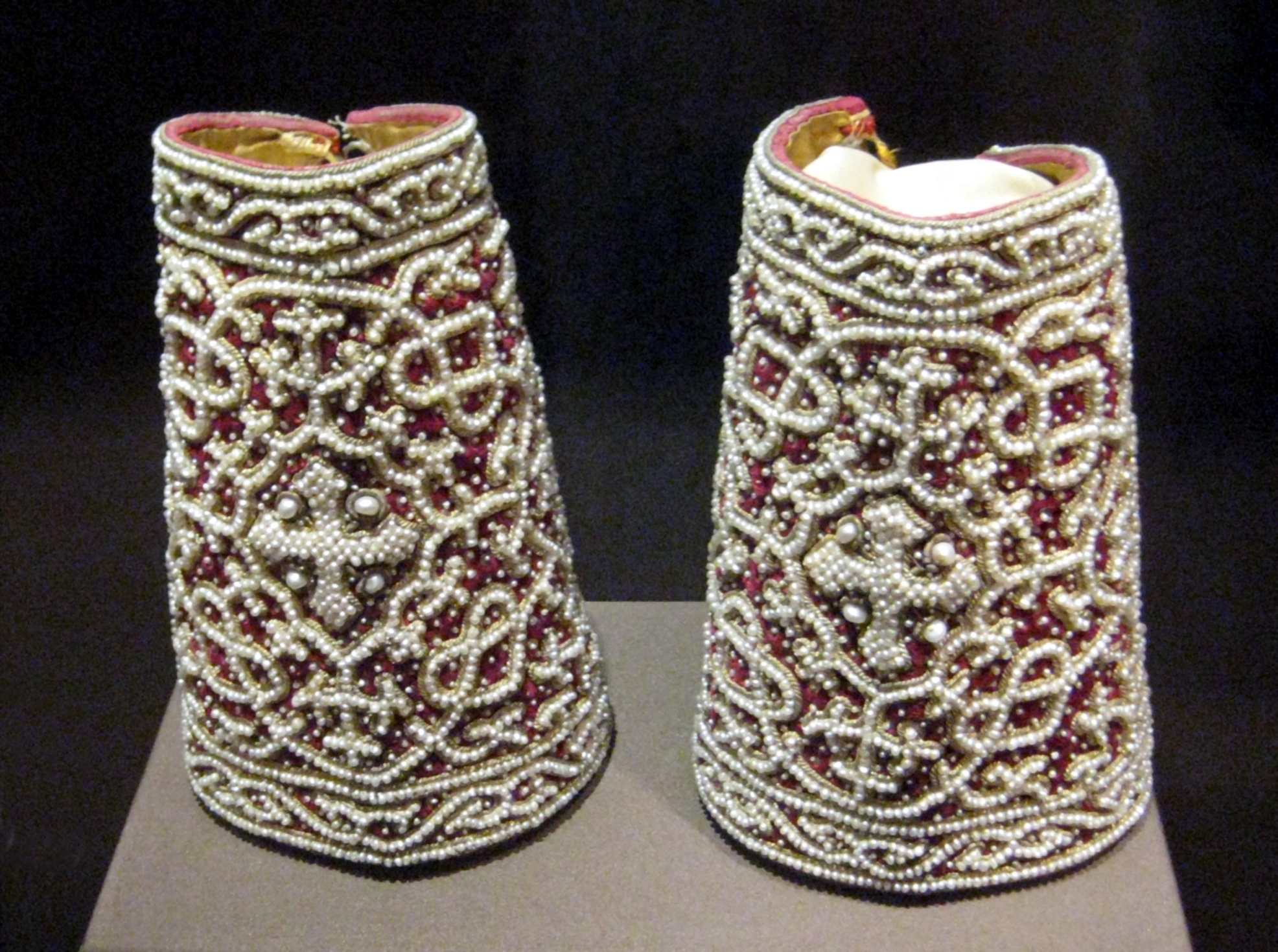
Epimanikia patriarchy Nikona, 17. století

Epimanikia jsou tvořeny širokými pruhy z robustního brokátového materiálu s vyobrazeními kříže uprostřed. „Poruči“ obepínají ruce v zápěstích a spojují se z vnitřní strany ruky pomocí zdobné šňůry. Tím se znamení kříže ocitají na vnější straně rukou. Archijerej a kněz po čas bohoslužby představují Krista, a epimanikia mají alegorický význam okovů, jimiž byl spoután Ježíš Kristus. Ruské pojmenování této části oděvu — poruči (поручи) znamená, že duchovní se v průběhu bohoslužby svěřuje (poroučí) Ježíši Kristu. Epimanikia jsou zároveň součástí oděvu diákona.